# Rdeča laterna
Rdeča laterna je v zgodovini Dirke po Franciji neuradno priznanje za kolesarje, ki v skupni razvrstitvi končajo na zadnjem mestu Toura. Ime rdeča laterna (francosko lanterne rouge) izvira iz rdeče svetilke, ki je bila nekoč obešena na zadnjem vagonu vlaka in je strojevodje opozarjala na nevarnost v daljavi. Zadnjeuvrščeni kolesarji na Dirki po Franciji so velikokrat vplivali na uvrstitev na zmagovalnem odru. Med njimi je bil denimo Wim Vansevenant, ki je kot pomočnik več let pomagal Robbieju McEwenu in Cadelu Evansu: 
“Robbie je bil v zeleni majici, jaz pa nisem opazil – ali pa mi ni bilo mar –, da sem blizu zadnjega mesta. Na ravnih etapah sem hranil energijo za naslednji dan, ker sem vedel, da me spet čaka delo. In potem, ko sem ga opravil, sem samo ždel v glavnini, dokler me ni pustila za sabo in sem lagodno odkolesaril do cilja ... Spomnim se neke etape; zadnjih pet kilometrov sem vozil poleg drugega ekipnega avtomobila in nenadoma sem zagledal velik televizijski zaslon in se ustavil. Ustavil se je tudi avto in videl sem Robbieja, ki je v zadnjem kilometru peljal zmagi naproti. Torej sem se jaz že ohlajal, ko so fantje na poti k cilju dajali od sebe 200 odstotkov. Malo sem se spočil in naslednji dan smo spet delali.”
Max Leonard, ki je raziskoval zgodovino rdečih latern v francoskih arhivih, piše, da je tudi zaradi bojev za zadnje mesto Dirka po Franciji postala temeljni kamen profesionalnega kolesarskega sveta. Kolesarji pogosto ubirajo različne taktike, da na cilj prikolesarijo znotraj časovne omejitve, a ob tem preslepijo tekmece za dno uvrstitve. Športni direktorji proti koncu dirke kolesarjev ne pošiljajo samo v ospredje, temveč tudi na rep glavnine. Na Touru torej ni bistvena samo rumena majica, v ozadju se namreč dogaja še marsikaj drugega. Wim Vansevenant, ki je priznanje za zadnje mesto osvojil trikrat (2006-2008), je prepričan, da "se za rdečo laterno ne boriš, ampak te najde sama".

## Rdeče laterne na Dirki po Franciji
| - 1903 Arsène Millocheau (FRA) - 1904 Antoine Deflotrière (FRA) - 1905 Clovis Lacroix (FRA) - 1906 Georges Bronchard (FRA) - 1907 Albert Chartier (FRA) - 1908 Henri Anthoine (FRA) - 1909 Georges Devilly (FRA) - 1910 Constant Collet (FRA) - 1911 Lucien Roquebert (FRA) - 1912 Maurice Lartigue (FRA) - 1913 Henri Alavoine (FRA) - 1914 Henri Leclerc (FRA) - 1915–18: prva svetovna vojna - 1919 Jules Nempon (FRA) - 1920 Charles Raboisson (FRA) - 1921 Henri Catelan (FRA) - 1922 Daniel Masson (FRA) - 1923 Daniel Masson (FRA) - 1924 Victor Lafosse (FRA) - 1925 Fernand Besnier (FRA) - 1926 André Drobecq (FRA) - 1927 Jacques Pfister (FRA) - 1928 Edouard Persin (FRA) - 1929 André Léger (FRA) - 1930 Marcel Ilpide (FRA) - 1931 Richard Lamb (AUS) - 1932 Rudolf Risch (GER) - 1933 Ernest Neuhard (FRA) - 1934 Antonio Folco (ITA) - 1935 Willy Kutschbach (GER) - 1936 Aldo Bertocco (FRA) - 1937 Aloyse Klensch (LUX) - 1938 Janus Hellemons (NED) - 1939 Armand Le Moal (FRA) - 1940–46: druga svetovna vojna - 1947 Pietro Tarchini (SUI) - 1948 Vittorio Seghezzi (ITA) - 1949 Guido De Santi (ITA) | - 1950 Fritz Zbinden (SUI) - 1951 Abdel-Kader Zaaf (FRA) - 1952 Henri Paret (FRA) - 1953 Claude Rouer (FRA) - 1954 Marcel Dierkens (LUX) - 1955 Tony Hoar (UK) - 1956 Roger Chaussabel (FRA) - 1957 Guy Million (FRA) - 1958 Walter Favre (SUI) - 1959 Louis Bisilliat (FRA) - 1960 José Herrero Berrendero (ESP) - 1961 André Geneste (FRA) - 1962 Augusto Marcaletti (ITA) - 1963 Willy Derboven (BEL) - 1964 Anatole Novak (FRA) - 1965 Joseph Groussard (FRA) - 1966 Paolo Mannucci (ITA) - 1967 Jean-Pierre Genet (FRA) - 1968 John Clarey (UK) - 1969 André Wilhelm (FRA) - 1970 Frits Hoogerheide (NED) - 1971 Georges Chappe (FRA) - 1972 Alain Bellouis (FRA) - 1973 Jacques-André Hochart (FRA) - 1974 Lorenzo Alaimo (ITA) - 1975 Jacques Boulas (FRA) - 1976 Aad van den Hoek (NED) - 1977 Roger Loysch (BEL) - 1978 Philippe Tesnière (FRA) - 1979 Gerhard Schönbacher (AUT) - 1980 Gerhard Schönbacher (AUT) - 1981 Faustino Cuelli (ESP) - 1982 Werner Devos (BEL) - 1983 Marcel Laurens (BEL) - 1984 Gilbert Glaus (SUI) - 1985 Manrico Ronchiato (ITA) - 1986 Ennio Salvador (ITA) - 1987 Mathieu Hermans (NED) | - 1988 Dirk Wayenberg (BEL) - 1989 Mathieu Hermans (NED) - 1990 Rodolfo Massi (ITA) - 1991 Rob Harmeling (NED) - 1992 Fernando Quevedo (ESP) - 1993 Edwig Van Hooydonck (BEL) - 1994 John Talen (NED) - 1995 Bruno Cornillet (FRA) - 1996 Jean-Luc Masdupuy (FRA) - 1997 Philippe Gaumont (FRA) - 1998 Damien Nazon (FRA) - 1999 Jacky Durand (FRA) - 2000 Olivier Perraudeau (FRA) - 2001 Jimmy Casper (FRA) - 2002 Igor Flores (ESP) - 2003 Hans De Clercq (BEL) - 2004 Jimmy Casper (FRA) - 2005 Iker Flores (ESP) - 2006 Wim Vansevenant (BEL) - 2007 Wim Vansevenant (BEL) - 2008 Wim Vansevenant (BEL) - 2009 Jauheni Hutarovič (BLR) - 2010 Adriano Malori (ITA) - 2011 Fabio Sabatini (ITA) - 2012 Jimmy Engoulvent (FRA) - 2013 Svein Tuft (CAN) - 2014 Dži Čeng (CHN) - 2015 Sébastien Chavanel (FRA) - 2016 Sam Bennett (IRL) - 2017 Luke Rowe (UK) - 2018 Lawson Craddock (USA) - 2019 Sebastian Langeveld (NED) - 2020 Roger Kluge (GER) - 2021 Tim Declercq (BEL) - 2022 Caleb Ewan (AUS) - 2023 Michael Mørkøv (DEN) - 2024 Mark Cavendish (GBR) - 2025 Simone Consonni (ITA) |